# Confederación Hidrográfica del Tajo

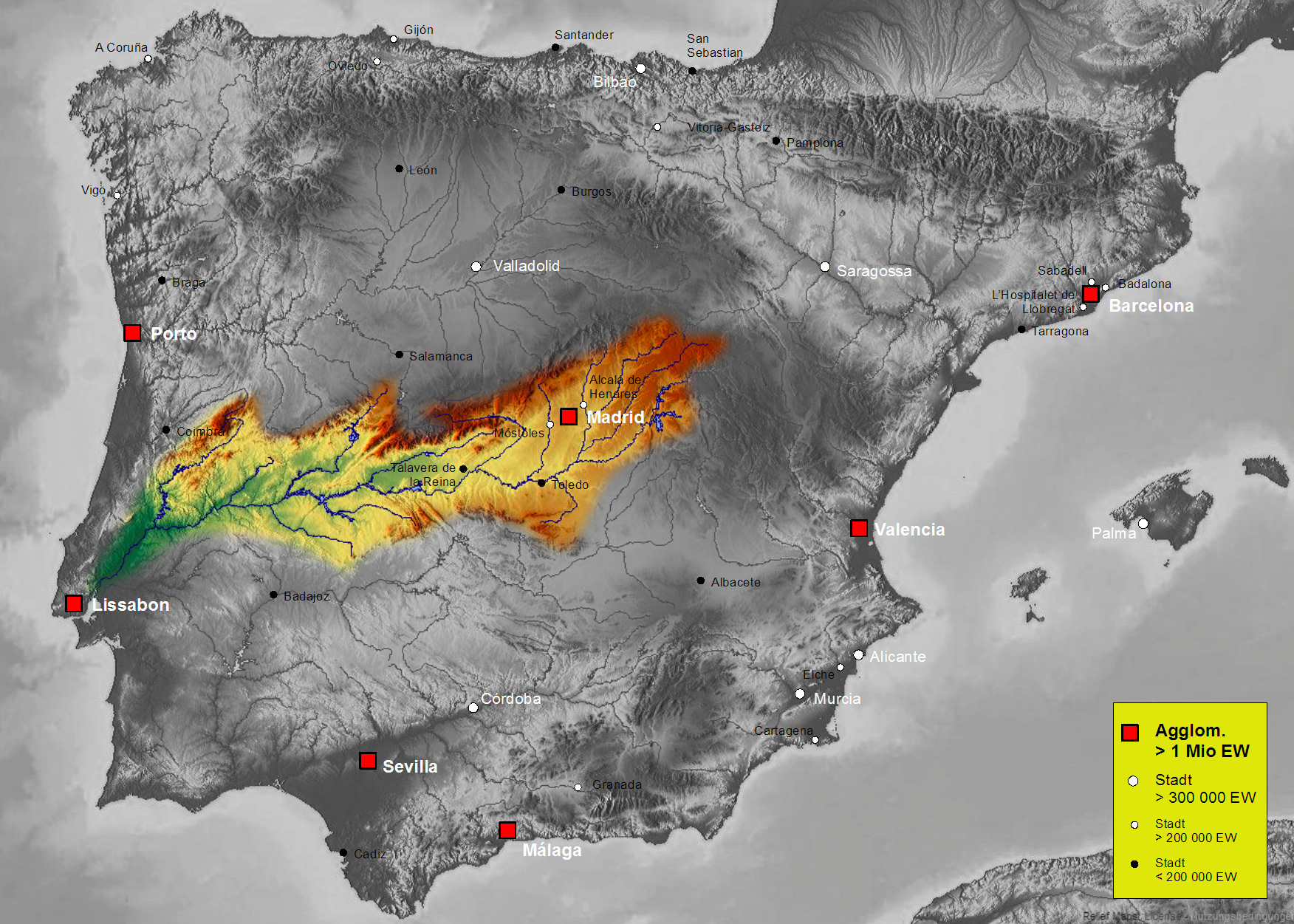
Carte du bassin du Tage.

La Confederación Hidrográfica del Tajo (ou Confédération hydrographique du Tage) est un organisme de gestion des bassins versants inter-communautaire créé par le décret royal du 5 mars 1926 pour gérer le district hydrographique correspondant à la partie espagnole du bassin hydrographique du Tage. 

## Présentation
La loi sur les eaux la définit comme une entité de droit public doté d'une personnalité juridique propre et distincte de celle de l'Estado et dépendante du ministère de l'Agriculture, de la Pêche et de l'Alimentation.